# 前田真里 (アナウンサー)
前田 真里（まえだ まり、1981年4月22日 - ）は、フリーアナウンサー。

## 経歴
長崎県長崎市出身。長崎県立長崎東高等学校を経て明治大学政経学部経済学科卒業後、2004年（平成16年）NCC長崎文化放送に入社。同局では報道制作局に配属、情報番組MC、ニュースのスタジオ、事件事故の現場リポートなどを担当する。また、長崎県地上デジタル放送推進大使「Digi-GAL4」のメンバーとして、地デジ放送開始のPRに従事した。
2008年（平成20年）3月いっぱいでNCCを辞め上京、ホリプロアナウンサーズプロモーションに所属。東京を拠点に（時には長崎でも）フリーアナウンサーとして活動し、朝日ニュースターや日経CNBCのキャスターなどを歴任。2012年、ニューヨークに移り住み、J-WAVE・RKB・NBCなどのラジオ局でマンハッタンから中継を担当。フリーライターとしても活動している。2016年（平成28年）春、日本に帰国。
2020年（令和2年）3月、長崎県立大学大学院国際情報学研究科情報メディア学専攻社会情報領域修士課程修了。

## 人物
趣味はカメラ・旅行・散策・フルート・ピアノ・食べ歩き・美術鑑賞、USTREAM配信。ドリームズ・カム・トゥルーのファンである。
妹がいる。

## フリーになってからの活動

### 情報・ニュース番組
- ニュースの深層（スタジオMC）月〜金曜日レギュラー出演
- News Access（BS朝日）
- News Access 730&ヤン坊マー坊天気予報（BS朝日）
- 週刊!しっかり見ナイト（スタジオMC・リポーター／BS朝日）毎週金曜日に放送
- テレ朝チャンネルニュース（CSテレ朝チャンネル）
- ビジネスクリック（TBS）不定期でニューヨークからの中継
- 296NEWS（ケーブルネット296）キャスター
- ひるドキ!（長崎文化放送）

### バラエティ・ドラマ
- SUPER SURPRISE・花王生CM（日本テレビ）
- 戦国鍋TV 〜なんとなく歴史が学べる映像〜（ミュージックトゥナイトMC／テレビ神奈川・テレビ埼玉・千葉テレビ・サンテレビほか）レギュラー出演
- 学べる!!ニュースショー!（リポーター／テレビ朝日）
- 金曜ナイトドラマ・キミ犯人じゃないよね?（リポーター役／テレビ朝日）
- レンタル救世主　第9話（アナウンサー役／日本テレビ）

### 映画
- 『DOG×POLICE 純白の絆』（リポーター役）
- 『長髪大怪獣ゲハラ』（キャスター役／NHK）

### その他
- QVC通販番組・デモンストレーター
- 専門記者の視点（キャスター／日経BP社の動画サイト「BPtv」）
- 東京国際映画祭（リポーター）
- 味の素株主総会（司会）
- ホリプロ株主総会（司会）
- 六本木春まつり（MC）
- 全国体育指導委員研究協議会式典・シンポジウム（総合司会）
- 明治大学ホームカミングデー・入学式・卒業式・全国校友会（総合司会）
- 株式会社三技協企業VTR
- インターロップ・イベントMC（NTTファシリティーズ）
- 質＆買取のマエダ　CM

## 長崎文化放送での主な担当番組等
- スーパーJチャンネルながさき
- アサデス。九州・山口
- いい朝NCC
- シネマナビゲーション
- nccニュース
- CM（「飲酒運転撲滅」「デジタル5チャンネル」など）